# Централноамерикански тапир
Централноамериканският тапир (Tapirus bairdii) е един от най-едрите видове от род тапири. Това е единственият вид тапир, обитаващ Централна Америка. Другите 3 вида се срещат само в Южна Америка (2 вида) и Югоизточна Азия (1 вид – Малайски тапир). Някои зоолози смятат, че този тапир е най-едрият от целия род и по своите размери надминава планинският тапир. Повечето обаче са на мнение, че това е вторият най-голям вид тапир след планинският от Андите.

## Ареал
Централноамериканският тапир обитава тропическите гори на Централна Америка. Среща се в Гватемала, Хондурас, Белиз, Никарагуа, Коста Рика, Панама, западното крайбрежие на Колумбия, Еквадор и най-югоизточната част на Мексико. В една от централноамериканските страни Ел Салвадор този вид е изчезнал. Обитава райони в низините и планинските райони до 3200 метра надм. височина.

## Физическа характеристика
Възрастните централноамерикански тапири са огромни животни. Дължината на тялото е над 2,7 метра, а теглото 400 – 480 кг. Това е вторият най-едър вид от род тапири след планинският тапир.
Тъмният цвят на кожата е камофлаж. В тропическите гори, поради високите дървета и голямото количество лиани на високите етажи на гората на земята не е особено светло. Поради тъмната си кожа тапира остава труднозабележим не само заради сенките, а и заради дърветата. Кожата му нападобява цвета на кората на повечето дървета в джунглата и двете неща в комбинация правят това животно трудно откриваемо за основния му враг – ягуарът.
Кожата на централноамериканския тапир е особено ценна и затова той често бива преследван от бракониери.

## Наименования и култове
Освен традиционното наименование централноамерикански тапир, обусловено от географска гледна точка, този вид има и други наименования. Едно от често срещаните е Тапир на Беърд, по името на американският натуралист У. М. Беърд, който проучва тези животни по време на експедицията си в Белиз, Гватемала и южно Мексико през 1843 г.
Освен това вида има множество различни наименования на различните индиански езици в Централна Америка. Маите го наричат „Цемен“ или „Нигуанкан“, което в превод означава „гигант от гората“.
В някои страни това животно се радва на почит. Така например в Белиз тапирът е национално животно.

## Опазване
Централноамериканският тапир е сред животните в Световната червена книга на защитените видове. През последните години ареалът на това животно постоянно се свива поради нарастването на населението и последвалото изсичане на горите за земеделски нужди. Като цяло популацията на вида е доста ниска. От 1973 г. този вид вече не се среща в Ел Салвадор, една от страните в Централна Америка. В останалите страни от региона все още се срещат централноамерикански тапири. Напоследък добър напредък имат някои природозащитни компании, но дейността им среща някои затруднения.